# Episodi di Lincoln Heights - Ritorno a casa (prima stagione)
La prima stagione della serie televisiva Lincoln Heights - Ritorno a casa è stata trasmessa negli Stati Uniti dall'8 gennaio al 2 aprile 2007 su ABC Family.
In Italia la stagione è stata trasmessa dal 24 luglio 2008 ogni giovedì alle 22.50 su Fox; in seguito ai scarsi ascolti ottenuti, la trasmissione è stata sospesa e ripresa qualche mese dopo in fascia feriale notturna (2.00 di mattina circa).
| nº | Titolo originale  | Titolo italiano       | Prima TV USA     | Prima TV Italia |
| -- | ----------------- | --------------------- | ---------------- | --------------- |
| 1  | Pilot             | Il vecchio quartiere  | 8 gennaio 2007   | 24 luglio 2008  |
| 2  | Suspicion         | Sospetti              | 15 gennaio 2007  |                 |
| 3  | Betrayal          | Sotto copertura       | 22 gennaio 2007  |                 |
| 4  | Obsession         | Ossessione            | 29 gennaio 2007  |                 |
| 5  | Spree             | Niente da perdere     | 5 febbraio 2007  |                 |
| 6  | Baby Doe          | Un piccolo mistero    | 12 febbraio 2007 |                 |
| 7  | Manchild          | Ricordi               | 19 febbraio 2007 |                 |
| 8  | Blowback          | Blowback              | 26 febbraio 2007 |                 |
| 9  | Abduction         | Rapimento             | 5 marzo 2007     |                 |
| 10 | Missing           | Scomparso             | 12 marzo 2007    |                 |
| 11 | Tricks and Treats | Scherzetti e dolcetti | 19 marzo 2007    |                 |
| 12 | House Arrest      | Arresti domiciliari   | 26 marzo 2007    |                 |
| 13 | The 'F' Word      | La parola "perdono"   | 2 aprile 2007    |                 |